# Військово-польова жандармерія УПА
Військово-польова жандармерія — (ВПЖ).
Для УПА, як і для будь-якої армії, що діяла партизанськими методами боротьби, важливою проблемою було утримання дисципліни особового складу. З вересня 1943 р. для підтримки дисципліни в повстанських лавах було сформовано Військово-польову жандармерію УПА. Структура ВПЖ загалом дублювала всю структуру Повстанської армії.
- ВПЖ при Головному штабі УПА нараховує 50-60 осіб й складається з начальника, його заступника з контррозвідки та боротьби з дезертирством, слідчої групи (5-6 чоловік), ад'ютанта і друкарки, груп по 3-4 жандарми для охорони керівного складу штабу.
- При штабі кожної Групи УПА створювалася комендатура ВПЖ Групи, яка включала коменданта, його заступника, слідчих, писаря і необхідну кількість жандармів.
- Жандармерія штабу Військової округи нараховувала 30-35 осіб на чолі з начальником, його помічниками (з такими ж функціями, як і при штабі УПА), слідчих (3-4), друкарки і груп охорони посадових осіб штабу Округи.
- При штабах куренів ВПЖ (7-10 осіб) мала типове управління, а решта жандармів по 2-3 особи розподілялися по сотнях.
Окремо створювалися станиці ВПЖ при загонах УПА, які контролювали всі відділи, що входять до складу того чи іншого загону. Інструкції чітко визначали обов'язки всіх структур ВПЖ, вказували, за яких обставин службовці жандармерії мають право на обшук та арешти, яких норм мають дотримуватися під час проведення слідства.
ВПЖ повинна була творитися з найкращих сил УПА, її працівники мали відзначатися взірцевою дисципліною, принциповістю, високими моральними якостями, справедливістю, конспіративністю.
На ВПЖ передбачалося покласти й суто контррозвідувальні завдання (хоч чисто контррозвідувальним органом в УПА була СБ). По це свідчить і пропозиція щодо надання ВПЖ права на творення в УПА та в терені своєї діяльності сітки агентурної розвідки.
ДО 1944 р. ВПЖ підпорядковувалась керівникам СБ в УПА, а потім була виведена в самостійний орган (при цьому діяльність обох структур тісно координувалася при оперативно-організаційній зверхності СБ). З метою підвищення статусу, з лютого 1944 р. начальник жандармерії куреня (на той час — основної тактичної ланки УПА) був виведений з підпорядкування курінного командира й підлягав лише коменданту ВПЖ Військової округи УПА.
Згодом завдання і повноваження жандармерії були дещо відкориговані. Згідно з «Правилами» для ВПЖ, затвердженими 16 січня 1944 р. жандармерія повинна була підпорядковуватися командирові того чи іншого відділу й мала право діяти не тільки в його рамках, але й на території дислокації повстанських сил:
1) Жандармерія перевіряє і перепитує всіх осіб, замічених у шкідливій діяльності серед війська, як таких, що сіють паніку, підривають довіру до проводу і командирів, поповнюють вчинки, шкідливі для населення, для війська і т. д.
2) Переловлює дезертирів і видає відповідні кари, що встановлені командуванням УПА.
3) Допильновує порядок під час постою. Уважають, щоби повстанці після зазначених годин не вешталися поза своїми квартирами. Таких переловлює і відставляє до командира сотні, вимагаючи при цьому відповідної кари, яку вимірює сама жандармерія.
4) П'яних і тих, що невідповідно заховується серед населення, жандармерії має право притримати і відповідно покарати.
5) Переслуховує всіх притриманих, цивільних і військових осіб. Рішає, чи придержаного відпустити, чи покарати.
6) Розглядає справи цивільних осіб, які поповнили щось на шкоду іншого. Карає винних.
7) Кари стосувати відповідно до провини. До військових стосувати всі роди кар, що застосовуються в рядах УПА, включно до кари смерті.
- Карою смерті карати:

а) За дезерцію, б) За зраду військової тайни, в) За страчену зброю, г) За розкладову роботу та сіяння паніки серед війська, д) За крадіж, е) За свідоме діяння на шкоду населення, є) За надмірне вживання алкоголю, ж) За невиконання наказів.
Жандармерія УПА проіснувала до червня 1945 р., була розформована й передала свої функції Служба безпеки ОУН (б) організаційної мережі ОУН(б).